# RAF Fauld-ulykken
RAF Fauld-ulykken var en militær eksplosionsulykke i 1944 nær Fauld i England, hvor mellem 3.500 og 4.000 tons ammunition eksploderede. Eksplosionen var en af de største kunstige ikke-atomare eksplosioner nogensinde.
Eksplosionen ødelagde bl.a. en gård og et nærliggende vandreservoir, som medførte oversvømmelser.
Katastrofen skete mandag den 27. november 1944 kl. 11:11 på RAFs underjordiske ammunitionslager nær Fauld. Eksplosionen efterlod et ca. 30 m dybt krater med en diameter på ca. 300 m.
Der fandtes ingen officielle lister over antallet af arbejdere på området, så derfor er dødstallet ved ulykken usikkert. Det skønnes dog, at omkring 75 personer døde, heriblandt 26 arbejdere (inkl. nogle italienske krigsfanger), 42 personer på en nærliggende gipsfabrik og omkring et dusin arbejdere på en nærliggende gård.
Grunden til eksplosionen blev ikke klarlagt dengang. I 1974 blev det officielt meddelt, at grunden til eksplosionen var, at en arbejder havde fjernet en detonator fra en armeret bombe med en jernmejsel i stedet for én af træ. Et øjenvidne afgav forklaring om, at han havde set en arbejder bruge denne metalmejsel i stedet for én af træ, i modstrid med de gældende regler.